# Presidentvalet i Ryssland 2004
Presidentvalet i Ryssland 2004 hölls den 14 mars 2004, och vanns av den sittande presidenten Vladimir Putin.
Inför valet kritiserades Vladimir Putin alltmer för att försöka återgå till halvauktoritärt styre.

## Resultat
| Kandidater         | Nominerande parti | Röster     | Andel  |
| ------------------ | ----------------- | ---------- | ------ |
| Vladimir Putin     | Partilös          | 49 558 328 | 71,9 % |
| Nikolay Kharitonov | Kommunisterna     | 9 514 554  | 13,8 % |
| Ogiltiga röster    |                   |            |        |
| SUMMA              | SUMMA             | 68 925 785 | 100 %  |